# 中村こずえのみんなでニッポン日曜日!
中村こずえのみんなでニッポン日曜日!（なかむらこずえのみんなでニッポンにちようび）は、NRN系列他の地方局で生放送していたラジオ番組。パーソナリティは中村こずえ。

## 概要
2003年（平成15年）4月6日に放送を開始した。
「東京の旬の話題はもちろん、全国各地からの季節の便りや耳寄りな情報も合わせてお届けし、リスナーみんなでニッポンを満喫する」が番組の柱となっており、それに合わせたコーナーが多く設置していた。
放送自体は当初13:00 - 15:55の放送であったが、途中から14:55までに縮小されている。
番組自体の放送が日曜日にあたることから、局主催のイベントやスポーツ中継（野球・サッカー・マラソンなど）、特別番組放送につき、当番組の前半または後半を、ないしは全編を休止することがあった。

## 出演者
- 中村こずえ（パーソナリティ）
- あさがみちこ[2]（リポーター） - 当時オフィスサッキーに所属していたフリーパーソナリティ[3]。
- 横田かおり（リポーター代理） - 2014年2月9日出演。あさがのインフルエンザ感染によるもの。

## ネット局と基本放送時間
放送スタート当初からのネット局は岐阜・山口・高知のみである。初期の一部局はTBS制作の『ラ・ラ・ラ♪日ようび』からのネット乗り換え。
| 放送対象地域  | 放送局名                     | 放送時間                                                    | 放送期間 | 備考                                          |
| ------------- | ---------------------------- | ----------------------------------------------------------- | --- | --------------------------------------------- |
| 高知県        | 高知放送 (RKC)               | 13:00 - 14:55                                               | 2003年4月6日 - |                                               |
| 富山県        | 北日本放送 (KNB)             | 14:00 - 14:5513:00 - 13:55                                  | 2003年10月5日 - 2004年9月26日 2010年4月11日 - |                                               |
| 秋田県        | 秋田放送 (ABS)               | 13:00 - 14:55                                               | 2003年10月5日 - 2005年3月27日2005年10月2日 - | 番組後期はフルネット。 一時期打ち切り期間有。 |
| 鳥取県 島根県 | 山陰放送 (BSS)               | 13:00 - 14:55                                               | 2013年4月7日 - |                                               |
| 山口県        | 山口放送 (KRY)               | 13:00 - 13:55                                               | 2003年4月6日 - | 当初は14:55までネットしていた。。             |
| 岐阜県        | ぎふチャン（岐阜放送）       | 14:00 - 14:55                                               | 2003年4月6日 - | [ 9 ]                                         |
| 宮崎県        | 宮崎放送 (MRT)               |                                                             | 2003年4月6日 - 9月28日 2005年4月3日 - 5月29日 | [ 10 ]                                        |
| 長野県        | 信越放送 (SBC)               | 2003年4月6日 - 2012年3月4日 2012年10月7日 - 2013年3月31日   | 当初は13:00 - 15:55でフルネットしていた。 |                                               |
| 香川県        | 西日本放送 (RNC)             | 2003年10月5日 - 2009年4月5日                                | [ 12 ] |                                               |
| 石川県        | 北陸放送 (MRO)               | 2003年10月5日 - 2011年4月3日                                | 一時期はフルネット。 |                                               |
| 福井県        | 福井放送 (FBC)               | 2003年10月5日 - 2017年3月26日                               | [ 13 ] [ 11 ] |                                               |
| 長崎県 佐賀県 | 長崎放送 (NBC) NBCラジオ佐賀 | 2004年4月4日 - 2008年3月30日 2012年4月15日 - 2014年3月30日  | 前期の放送期間中当初は長崎エリアのみだったがNBCラジオ佐賀でも、 自社制作番組終了後の2007年10月から半年間ネットされていた。 後期は両エリアで放送されていた。                                            |                                               |
| 山梨県        | 山梨放送 (YBS)               | 2004年10月3日 - 2017年3月26日                               | [ 16 ] [ 11 ] |                                               |
| 静岡県        | 静岡放送 (SBS)               | 2005年10月2日 - 2007年3月25日 2010年4月11日 - 2015年3月29日 | 2007年4月 - 2010年3月は『SBSラジオスペシャル』となり、打ち切りとなった後も不定期で放送、 その後自社番組開始に伴い完全終了していた時期が続いた。 2010年4月からネット復活したが2015年3月で再び打ち切り。 |                                               |
| 福島県        | ラジオ福島 (rfc)             | 2009年5月3日 - 2012年4月1日                                 | ※ |                                               |
| 大分県        | 大分放送 (OBS)               | 2012年4月15日 - 2013年5月19日                               | 13時台のみネット。 |                                               |
| 茨城県        | 茨城放送 (IBS)               | 2015年4月5日 - 2017年10月1日                                | 13時台のみネット。13:55 IBS交通情報・天気予報 |                                               |

## タイムテーブル
- 13:00 - オープニング
- 13:10 - 東京お散歩ブックマーク
- 13:20 - サンデー・グルービィ・カウントダウン
- 13:40 - こずえのもっと聞きたい
- 13:55 - 【ローカル情報】

ここで茨城・山口は飛び降り。
- 14:00 - オープニング

ここで岐阜は飛び乗り。
- 14:08 - 東京お散歩ブックマーク
- 14:15 - サンデーズ・カフェ
- 14:45 - 今週のスケジュール
- 14:55 - エンディング

## コーナー紹介
- 東京お散歩ブックマーク

リポーターのあさがみちこが毎週、東京とその周辺の街をリポートする。場所は都内に限らず、横浜の中華街、千葉の東京ディズニーリゾートなど都内以外でリポートすることもある。13時台、14時台とも場所の移動はあまり行わない。14時台では「みちこの東京プレゼント」としてその場所で購入したおみやげをリスナー1名 - 3名にプレゼントする場合がある。
- サンデー･グルービィ･カウントダウン

様々なジャンルの気になるランキングを紹介する。ランキングの調査は銀座4丁目で女性100人に聞き、カウントダウン形式で5位から発表する。放送時間枠が3時間あった当初は10位からの発表であった。
このコーナーは「Groovy・Countdown・extra」（グルービィ・カウントダウン・エクストラ）という番組名で地方局ネットされていた。 中村のブログによると、「みんなで - 」の生放送終了後、「サウンドピクチャー」と共に別に収録していた模様。
- こずえのもっと聞きたい

様々なジャンルの気になる話題の中から専門家の方に電話出演してもらい、話を聞くコーナーだった。電話出演は事前に収録される場合がある。14時台に放送されることもあった。毎年8月は「大人の夏季講習」の副題が付き、時間を拡大して放送する場合がある。
- サンデーズ・カフェ

14時台のメインコーナー。毎週日曜の2時のみ開くカフェをモチーフとして、そこに毎週1組のアーティストが招き、トークを繰り広げる。アーティストは歌手だけではなく、楽器演奏者の場合もある。最後に共通にテーマとしてゲストに「あなたの好きな東京」と題してゲストの好きな東京の場所（地名）とその思い出を聞く。
- 今週のスケジュール

今週1週間のスケジュール、イベントをいち早く届けるコーナーで、コーナーの終わりには今週リリースされる楽曲から1曲放送する。開始当初は15時台の後半に放送していたが、15時台終了にともない、14時台に移動した。
番組終了以前に終了したコーナー
- 日曜ネットワーク

ネット局のアナウンサーが電話出演し、地元の情報を伝えるコーナー。最近は行われていないが、番組ホームページ上ではコーナーが残っている。
- カウントダウンメモリーズ

毎週1組のアーティストをピックアップし、そのアーティストの好きな曲のベスト5をカウントダウン形式で発表する。このランキングは銀座での街頭インタビューに加え、リスナーのハガキやメールを集計して作成される。最近では1組のアーティストにこだわらず、デュエットソング特集や新人アーティスト特集など趣向を変えている。当時15時台のネット局が少ないこともあり、休止の場合があった。15時台の放送終了にともないコーナーも終了した。
- こずえのイケメン

韓国ドラマのDVDを紹介するコーナー。2012年1月29日から4週間限定のコーナーで、この期間『今週のスケジュール』のコーナーは休止となった。

## 放送休止
前述の通り、編成の関係上番組の前半後半どちらかのみ休止、あるいは全編休止となることはあるが、年末年始以外では以下の日に休止している。
毎年1月第3（第4）日曜
- 天皇盃全国都道府県対抗男子駅伝競走大会の中継を放送するため。JRN系列全国ネットではあるが、独立局のぎふチャン（岐阜放送）にもネットするため全局中止となる。

2012年3月11日
- この日、東日本大震災から丸1年であったこともあり、番組を休止。ニッポン放送との同時ネットで「東日本大震災から1年 ラジオはあの日を忘れない」（13:00 - 15:05）を放送した。この番組のパーソナリティは当日生放送番組中に地震を体感した上柳昌彦と同日に共にスタジオ入りしていた解説委員の森田耕次。
- 当番組に準じた地域では、ABS・KNBはフルネット、YBS・FBC・RKCは15時までネット、KRYは通常14時終了のところを15時までネット。GBSは通常通り14時から開始。rfcは「心つないで、心ひとつに。ふくしまと共に〜再生の足音〜・第2部」放送のため休止、SBCは「3・12 震度6強から1年（14:00 - 14:30）」、「東日本大震災から1年（14:30 - 15:30／TBS発）」のため休止、SBSは「東日本大震災から学ぶ〜震災が変えた日本、そして静岡〜」のため休止した[22]。なお、飛び降り局はないが13時台の終わりで降りコメントを挿入した。

## 公開生放送
ニッポン放送から裏送りされているため、公開生放送はほとんど行われてこなかったが、北陸新幹線ならびに北海道新幹線開業に合わせて2度公開生放送を行った。いずれも該当の放送局でも放送されたほか、ニッポン放送でも特別番組扱いで放送された。
ニッポン放送・北陸新幹線開業スペシャル 中村こずえのみんなでニッポン日曜日in富山
2015年3月14日の北陸新幹線開業に合わせて、3月15日に富山駅から公開生放送を行った。

この日に限り、12:00からの拡大版となり、3時間の放送となる。また、ニッポン放送と北日本放送の共同制作によりキー局であるニッポン放送でも放送された。

また、13時台は「ニッポン放送うまいもん祭り」が開催中の横浜タカシマヤと中継を結んだ（担当は松本秀夫）。
- 12:00 - 15:00（フルネット）

北日本放送
- 12:00 - 14:00

ニッポン放送（12:52から「土田家電塾」（日曜のへその内包コーナー）を、13:55からニッポン放送ニュース・天気予報・交通情報（山本剛士）をそれぞれ放送）
- 13:00 - 15:00

秋田放送・山梨放送・福井放送・信越放送・山陰放送・山口放送
- 13:00 - 14:00

高知放送（「KHK幡多ガイド」放送のため）
- 放送休止

岐阜放送（Jリーグ中継のため）
静岡放送（「サンデークリニック 2時間スペシャル」放送のため）
- 特設サイト

ニッポン放送・北陸新幹線開業スペシャル 中村こずえのみんなでニッポン日曜日in富山 - jolfドメインではなく、1242ドメインに設置
ニッポン放送・北海道新幹線開業スペシャル 中村こずえのみんなでニッポン日曜日in函館
2016年3月26日の北海道新幹線開業に合わせて、3月27日に函館市の函館蔦屋書店から公開生放送。

この日に限り、12:00からの拡大版となり、3時間の放送となるがフルネットの局はなかった。

富山の時とは異なり、パーソナリティは中村と北海道のローカルタレントようへいを、レポーターにはあさがと森野熊八を加えた体制となった。
- 12:00 - 14:00

ニッポン放送、STVラジオ、青森放送
- 12:00 - 13:00

秋田放送
- 13:00 - 14:00

山口放送
- 13:00 - 15:00

山梨放送・北日本放送・福井放送・山陰放送・高知放送
- 14:00 - 15:00

岐阜放送
- 特設サイト

ニッポン放送・北海道新幹線開業スペシャル 中村こずえのみんなでニッポン日曜日in函館 - jolfドメインではなく、1242ドメインに設置

## 関連番組
- 中村こずえのサウンドピクチャー - 北日本放送と山梨放送では同番組もネットされていた。
- 中村こずえのSUNDAY HAPPY MAP - 2018年4月スタートの後継番組。